# Ptačí oblast Dunajské luhy
Dunajské luhy jsou ptačí oblast v systému Natura 2000 na Slovensku. Leží v okresech Bratislava II, Bratislava IV, Bratislava V, Senec, Komárno, Nové Zámky a Dunajská Streda. Chráněné území bylo vyhlášeno v roce 2008, jeho rozloha je 16 511,58 hektaru a částečně se překrývá s chráněnou krajinnou oblastí Dunajské luhy. Cílem ochrany je zachování stanovišť evropsky významných druhů ptáků a stanovišť stěhovavých druhů ptactva, podmínek jejich přežití a reprodukce.
Území bylo vyhlášeno vládou Slovenské republiky dne 15. listopadu 2008. Zasahuje do katastrálních území Podunajské Biskupice, Ružinov, Karlova Ves, Čunovo, Jarovce, Rusovce, Petržalka, Hamuliakovo, Kalinkovo, Nové Košariská, Baka, Bodíky, Dobrohošť, Gabčíkovo, Kľúčovec, Kyselica, Medveďov, Rohovce, Sap, Šamorín (i Mliečno a Čilistov), Šuľany, Vojka nad Dunajom, Číčov, Iža, Klížska Nemá, Komárno, Kravany nad Dunajom, Moča, Nová Stráž, Patince, Radvaň nad Dunajom, Trávnik, Veľké Kosihy, Zlatná na Ostrove, Chľaba, Kamenica nad Hronom, Mužla, Obid a Štúrovo.

## Předmět ochrany
- Volavka stříbřitá (Egretta garzetta)
- Bukáček malý (Ixobrychus minutus)
- Racek černohlavý (Ichthyaetus melanocephalus)
- Luňák hnědý (Milvus migrans)
- Hohol severní (Bucephala clangula)
- Zrzohlávka rudozobá (Netta rufina)
- Polák chocholačka (Aythya fuligula)
- Polák velký (Aythya ferina)
- Čírka modrá (Anas querquedula)
- Kopřivka obecná (Anas strepera)
- Vodouš rudonohý (Tringa totanus)
- Orel mořský (Haliaeetus albicilla)
- Morčák malý (Mergellus albellus)
- Rybák obecný (Sterna hirundo)
- Ledňáček říční (Alcedo atthis)

Hnízdí zde:
- Čáp černý (Ciconia nigra)
- Břehule říční (Riparia riparia)
- Moták pochop Circus aeruginosus)
- Linduška úhorní (Anthus campestris)

Po vyhlášení chráněného ptačího území zde byly zjištěny další druhy, a to:
- Racek malý (Hydrocoloeus minutus, dříve Larus minutus)
- Racek bouřní (Larus canus)
- Racek středomořský (Larus michahellis)
- Kormorán malý (Microcarbo pygmaeus)
- Rybák černý (Chlidonias niger)